# Philippe Corentin
Philippe Corentin (bürgerlicher Name Philippe Le Saux; * 16. Februar 1936 in Boulogne-Billancourt, Frankreich; † 7. November 2022 in Saint-Lubin-de-la-Haye, Frankreich) war ein französischer Cartoonist, Kinderbuchautor und Zeichner.

## Leben
Philippe Corentin wuchs in Quimper auf. 1968 erschienen seine ersten Zeichnungen in der Zeitschrift L'Enragé, wo sich bereits sein humorvoller Stil zeigte. Viele seiner Cartoons, Zeichnungen und Kinderbücher gehören bis heute zum festen Bestand pädagogischer Einrichtungen. In Kindergärten, Grundschulen oder Kinder- und Jugendbibliotheken sind Bilderbücher wie „Papa!“ oder „Plumps!“ verbreitete Literatur.
Corentin behandelte häufig Themen wie allgemeine Urängste der Kindheit, etwa die Angst vor dem bösen Wolf, die Angst vor der Dunkelheit, dem Einschlafen und die Beziehungen im täglichen Miteinander. So hilft er in seinen Werken dem Leser mit seinen heiteren Texten und Bildern, diese Gefühle in Wort und Bild zu kleiden und die Ängste mit einem Schmunzeln zu entschärfen. 
Seine Zielgruppe waren Kinder ebenso wie Erwachsene. Seine Figuren begegnen sich dabei oft surreal in einer Welt, in der menschliche Verhaltensweisen und jene der Tiere sich vermischen. Seine Monster haben dieselben Eigenschaften und Gewohnheiten wie die der Menschen. Als Autodidakt nahm Corentin unter den anderen Autoren und Illustratoren einen untypischen Platz ein. Seine Auszeichnungen bestätigen jedoch seinen Platz unter den renommierten Kinderbuchillustratoren.
Corentin hatte keinen erzieherischen Anspruch, aber weil er sich auch selbst gerne amüsierte, sagte er über sich selbst „Ich versuche die Kinder zum Lachen zu bringen. Das ist alles!“ („J’essaie de faire rire les enfants, c’est tout.“) Und das gelang ihm mit seinen Büchern, was auch ihre Übersetzungen in die deutsche Sprache belegen.

## Werke
- Plumps!. Moritz, Frankfurt am Main 1995, ISBN 3-89565-017-X.
- Keiner mag mich!. Moritz, Frankfurt am Main 1996, ISBN 3-89565-038-2.
- Der Miesepeter. Moritz, Frankfurt am Main 1998, ISBN 3-89565-080-3.
- Papa!. Moritz, Beltz & Gelberg, Weinheim 2004, ISBN 3-407-76003-5.
- Und vergiss nicht, dir die Zähne zu putzen!. Jacoby & Stuart, Berlin 2010. ISBN 978-3-941087-99-6.

## Auszeichnungen
- 1996: Kinderbuchpreis des Landes Nordrhein-Westfalen für Plumps!
- 1998: Schnabelsteherpreis für Papa!